# William Inge (präst)
William Ralph Inge, född 6 juni 1860, död 26 februari 1954, var en brittisk teolog.

## Biografi
Inge blev professor i Cambridge 1907 och var från 1911 domprost ("dean") vid Sankt Pauls-katedralen i London. Inge gjorde sig känd som samtidens kanske främste representant för en syntes mellan platonism och kristendom. Med ett starkt intellektualistiskt drag förenade Inge en hög uppskattning av den kristna mystiken, som han skildrade i Christian mysticism (1889). Genom sina Gifford Lectures om The philosophy of Plotinus (två band, 1918) har han gjort sig känd som en grundlig kännare av nyplatonismen. Av hans uppbyggliga skrifter har några utkommit på svenska, såsom Speculum animæ (1911). Hans Outspoken essays (2 band, 1911-1922; Frispråkiga essayer), i vilka såväl politiska som kulturella spörsmål behandlas, skaffade honom anseende som en av Storbritanniens främsta essayister. Hans uddiga bidrag till dagspressen rönte uppskattning, men förde honom i viss mån bort från den teologiska gärningen. Genom sin fördomsfria behandling av aktuella frågor och sin teologiska liberalism kom han att framstå som ledaren för den frisinnade riktningen inom Engelska kyrkan. Inge besökte Sverige 1922 och höll då föreläsningar i Uppsala, Stockholm och Göteborg.
Inge var känd för sitt stöd till naturism och till utgivningen av Maurice Parmelees bok, The New Gymnosophy : Nudity and the Modern Life. Han var kritisk till det dåtida kravet på hel baddräkt.

## Böcker på svenska
- Speculum animae: fyra uppbyggelsetal (Speculum animæ) (översättning John Lindskog, Sveriges kristliga studentrörelse, 1922)
- Tidens andar (översättning John Lindskog, Sveriges kristliga studentrörelse, 1923)
- Frispråkiga essayer (Ur Outspoken essays) (översättning August Carr, Geber, 1923)
- Det inre livet (översättning Fanny Ekenstierna, Lindblad, 1924)
- Kristna fromhetstyper (översättning John Lindskog, Sveriges kristliga studentrörelse, 1925)
- Mitt livs facit (okänd översättare, Lindblad, 1935)

## Fotnoter
1. ↑  Shaw 1937, sid. 24.
2. ↑  Parmelee, Maurice (1927). The new gymnosophy: the philosophy of nudity as applied in modern life. F. H. Hitchcock. https://books.google.com/books?id=_9yBAAAAMAAJ
3. ↑  Hirning 2013, sid. 276.
4. ↑  ”Dean Inge and The Nudists”. Gloucestershire Echo:  s. 1  col E. 17 November 1932. http://www.britishnewspaperarchive.co.uk/viewer/bl/0000320/19321117/016/0001. Läst 2 maj 2016.